# Epitélio colunar simples

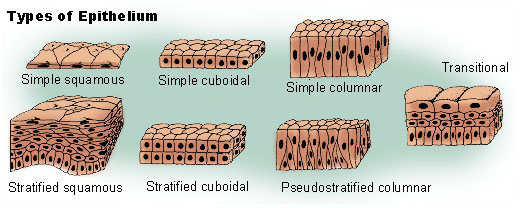
Tipos de epitélio.

Epitélio colunar simples é um epitélio colunar composto somente por uma camada de células.